# Saint-Agathon
Saint-Agathon település Franciaországban, Côtes-d’Armor megyében. Lakosainak száma 2202 fő (2022. január 1.). Saint-Agathon Guingamp, Le Merzer, Pabu, Ploumagoar, Pommerit-le-Vicomte és Saint-Jean-Kerdaniel községekkel határos.

## Népesség
A település népessége az elmúlt években az alábbi módon változott:
| Lakosok száma | 890  | 1331 | 1453 | 1972 | 2197 | 2252 | 2273 | 2289 | 2286 | 2202 |
|               | 1968 | 1982 | 1990 | 2006 | 2013 | 2015 | 2017 | 2019 | 2020 | 2022 |